# قانون القضاء لعام 1789

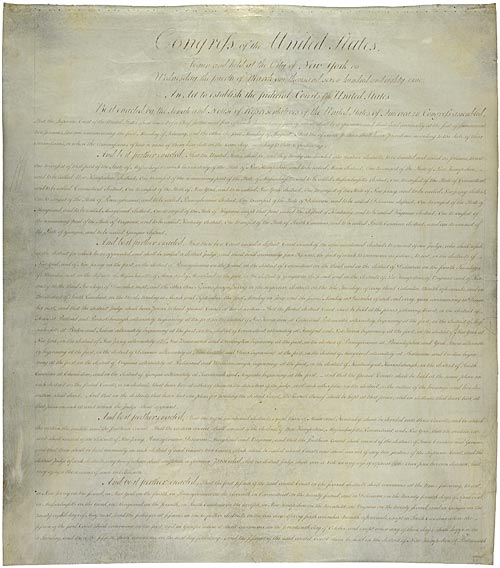
الصفحة الولى من قانون القضاء لعام 1789

قانون القضاء لعام 1789 (الفصل 20، 1 النظام 73) هو قانون فيدرالي للولايات المتحدة صدر في 24 سبتمبر عام 1789، خلال الجلسة الأولى لكونغرس الولايات المتحدة الأول. وقد أنشأ هذا القانون القضاء الفيدرالي للولايات المتحدة. ونصت المادة الثالثة، القسم 1 من الدستور على أن «السلطة القضائية في الولايات المتحدة يجب أن تناط بمحكمة عليا واحدة، ومحاكم أدنى درجة» التي يرى الكونغرس أنه من المناسب تأسيسها. ولم ينص هذا القانون على تشكيل أو إجراءات أي من المحاكم، وترك هذا الأمر للكونغرس ليقرره.
كان وجود سلطة قضائية اتحادية منفصلة مثار جدل خلال المناقشات حول التصديق على الدستور. وكان المناهضون للفيدرالية قد شجبوا السلطة القضائية كأداة محتملة للاستبداد الوطني. ومن بين التعديلات العشرة التي أصبحت في النهاية وثيقة الحقوق، تناولت خمسة (من الرابع حتى الثامن) الإجراءات القضائية بشكل أساسي. وحتى بعد التصديق حث بعض المعارضين لسلطة قضائية قوية على أن يقتصر نظام المحاكم الفيدرالية على المحكمة العليا وربما قضاة الأميرالية المحليين. وقرر الكونغرس إنشاء نظام محاكم فدرالية ذات اختصاص قضائي أوسع، وبالتالي خلق ذراع لتطبيق القوانين الوطنية داخل كل ولاية.

## التاريخ التشريعي
أعلن السناتور ريتشارد هنري لي (حزب معاداة الإدارة- فرجينيا) أن مشروع قانون القضاء قد مررته اللجنة في 12 يونيو عام 1789؛ وكان أوليفر إلسوورث من ولاية كونيكتيكت كاتبه الرئيسي. أقر مشروع القانون في مجلس الشيوخ 14-6 في 17 يوليو عام 1789، ثم ناقش مجلس النواب مشروع القانون في يوليو وأغسطس من عام 1789. وأقر مجلس النواب مشروع القانون المعدل 37-16 في 17 سبتمبر عام 1789. وأقر مجلس الشيوخ أربعة من تعديلات مجلس النواب والموافقة على البنود المتبقية في 19 سبتمبر عام 1789. ثم أقر مجلس النواب النسخة النهائية من مجلس الشيوخ لمشروع القانون في 21 سبتمبر عام 1789. ووقع الرئيس الأمريكي جورج واشنطن المشروع ليصبح قانونًا في 24 سبتمبر عام 1789.

## أحكام القانون
حدد القانون عدد قضاة المحكمة العليا بستة: رئيس واحد وخمسة قضاة معاونين. ومُنحت المحكمة العليا الولاية القضائية الأصلية الحصرية على جميع الدعاوى المدنية بين الولايات، أو بين ولاية والولايات المتحدة، وكذلك في جميع الدعاوى والإجراءات المرفوعة ضد السفراء والموظفين الدبلوماسيين الآخرين؛ والولاية القضائية الأصلية، ولكن ليس الحصرية، على جميع القضايا الأخرى التي كانت الدولة طرفًا فيها وأي قضايا يرفعها السفير. ومُنحت المحكمة اختصاصًا استئنافيًا على قرارات محاكم الدائرة الفيدرالية وكذلك قرارات محاكم الولايات التي تعتبر أن أي قانون أو معاهدة للولايات المتحدة كانت باطلة؛ أو ترى أي قانون أو ممارسة ولاية سارية المفعول جرى الطعن فيها على أنها غير متوافقة مع الدستور الفيدرالي أو المعاهدات أو القوانين؛ أو رفض أي ادعاء يقدمه أي طرف بموجب أحد أحكام الدستور الاتحادي أو المعاهدات أو القوانين.
القسم 1. سواء جرى سنه من قبل مجلس الشيوخ ومجلس النواب للولايات المتحدة الأمريكية المجتمعين في الكونغرس، أن تتكون المحكمة العليا للولايات المتحدة من رئيس قضاة وخمسة قضاة معاونين، يكون النصاب القانوني بأربعة منهم، وتعقد سنويًا في مقر الحكومة دورتان، إحداهما تبدأ في أول يوم اثنين من شهر فبراير، والأخرى في أول يوم اثنين من شهر أغسطس. (أضيف الخط العريض للإبراز)
- قانون القضاء لسنة 1789
أنشأ القانون أيضًا 13 منطقة قضائية داخل الولايات الإحدى عشرة التي صادقت بعد ذلك على الدستور (جرت إضافة ولايتي كارولاينا الشمالية ورود آيلاند كمقاطعتين قضائيتين في عام 1790، وولايات أخرى جرى قبولها في الاتحاد). تتألف كل ولاية من مقاطعة واحدة، باستثناء ولايتي فرجينيا وماساتشوستس، وتضم كل منها منطقتين. وقسمت ولاية ماساتشوستس إلى مقاطعة مين (التي كانت آنذاك جزءًا من ماساتشوستس) ومنطقة ماساتشوستس (التي تغطي ماساتشوستس الحديثة). وقسمت فيرجينيا إلى مقاطعة كنتاكي (التي كانت آنذاك جزءًا من فرجينيا) ومقاطعة فيرجينيا (التي تغطي حاليًا فيرجينيا الغربية وفيرجينيا).